# Ramena (plaats)
Ramena is een plaats in Madagaskar gelegen in het district Antsiranana II van de regio Diana. In 2001 telde de plaats bij de volkstelling ongeveer 4000 inwoners. In de plaats is basisonderwijs beschikbaar.